# GE 225
Il GE 225 è un cannone americano bicanna, simile al GSh-23-2 sovietico, con proiettili da 25 mm. Non ha avuto ulteriori sviluppi.
Derivato dal principio della mitragliatrice bicanna Gast tedesca della prima guerra mondiale, utilizza un meccanismo interno che, estraendo il bossolo spento da una canna, fa sparare l'altra. Questo meccanismo ha un rateo di fuoco minore di uno a canne rotanti, come le Gatling, ed è poco usato